# Berberis sikkimensis
Berberis sikkimensis är en berberisväxtart som först beskrevs av Schneid., och fick sitt nu gällande namn av Ahrendt. Berberis sikkimensis ingår i släktet berberisar, och familjen berberisväxter. Inga underarter finns listade i Catalogue of Life.